# James Dean
James Byron Dean (n. 8 februarie 1931, Marion⁠(d), Indiana, SUA – d. 30 septembrie 1955, Cholame⁠(d), comitatul San Luis Obispo, California, SUA) a fost un actor american de teatru și film, care a marcat tineretul american post-belic, mai ales prin rolul lui Jim Stark din filmul "Rebel fără cauză" (Rebel Without a Cause).

## Biografie
S-a născut în Marion, Indiana, într-o familie de fermieri, Winton și Mildred Wilson Dean. La vârsta de 9 ani rămâne orfan de mamă și este trimis de tatăl său în grija unei mătuși din Fairimont. În timpul liceului joacă baschet, ia lecții de vioară și step, deprinde o mare pasiune pentru teatru și bricolaj. În 1949, după absolvirea liceului, se mută în California, locuind împreună cu tatăl și mama sa vitregă.
Din dorința tatălui său urmează cursuri juridice, înscriindu-se la Colegiul Santa Monica, dar nu peste mult timp se transferă la U.C.L.A, dornic să studieze actoria. Acest fapt va atrage furia tatălui său, care va refuza să-l mai întrețină material.

## Cariera artistică
James Dean își începe cariera artistică apărând în diverse spoturi publicitare. Din lipsă de bani este nevoit să renunțe la studii și încearcă să obțină de lucru la Hollywood. Urmând sfaturile unor prieteni, Dean se va muta la New York unde va reuși să joace teatru, obținând roluri pe Broadway. Marea șansă a vieții sale este admiterea la "Actor`s Studio", unde are ocazia să studieze cu Lee Strasberg, și unde îi va avea colegi pe Marlon Brando și Paul Newman. Va primi roluri episodice în diverse emisiuni și seriale de televiziune: Kraft Television Theater; General Electric Theater; etc.
Activitatea sa teatrală este încununată cu succes, primind numeroase premii și cronici favorabile pentru rolul din piesa "Imoralistul" de André Gide.
Astfel reușește să obțină primele sale roluri în filme la Hollywood. Încă din 1951, anul debutului său în cinematografie, se face remarcat, la început în filme nesemnificative, dar mai apoi va reputa un succes răsunător datorat colaborării cu Elia Kazan, primul regizor ce îi oferă un rol principal, cel al lui Cal Trask din "La Est de Eden" (1954). James Dean este distins cu o nominalizare la premiul Oscar, (prima nominalizare post-mortem din istoria Academiei Americane de Film).
Această performanță va fi urmată rapid de încă două succese răsunătoare; rolurile din "Rebel fără cauză" de Nicholas Ray și "Uriașul", prezentat publicului după moartea actorului.

## Legenda
Moartea sa tragică, la numai 24 de ani într-un accident de mașină pe șoseaua californiană 466, în apropiere de Paso Robles, îl va transforma în idolul unei întregi generații ce se identifică în imaginea tânărului sensibil, nonconformist și rebel, reprezentant al conflictului dintre generații.

## Filmografie
- 1951 Fixed Bayonets
- 1952 Sailor Beware
- 1952 Deadline - U.S.A.
- 1952 Has Anybody Seen My Gal?
- 1953 Trouble Along the Way

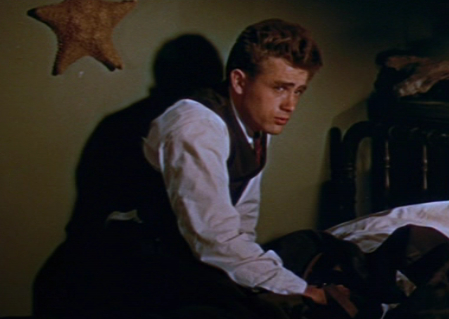
James Dean în La Est de Eden (1955)

- 1955 La est de Eden (East of Eden)
- 1955 Rebel fără cauză (Rebel Without a Cause)
- 1956 Gigantul (Giant)